# هالینا کفیاتکوفسکا
هالینا کفیاتکوفسکا (لهستانی: Halina Kwiatkowska؛ ‏ ۲۵ آوریل ۱۹۲۱ – ۱۲ نوامبر ۲۰۲۰) بازیگر اهل لهستان بود. وی بین سال‌های ۱۹۴۱ تا ۲۰۰۷ میلادی فعالیت می‌کرد.
از فیلم‌ها یا مجموعه‌های تلویزیونی که وی در آن‌ها نقش داشته‌است، می‌توان به با گذشتِ روزها، از پسِ سال‌ها…، کارول: مردی که پاپ شد، خاکستر و الماس و عروسک اشاره نمود.
وی همچنین برندهٔ جوایزی همچون گلوریا آرتیس و نشان افتخار تولد لهستان شده‌است.